# Guadalhorce
El Guadalhorce (del árabe, wādī l-jurs, 'río de los silenciosos') es un río de la península ibérica que transcurre por el sur de España y desemboca en el mar Mediterráneo. Es el principal río de la provincia de Málaga y de las cuencas mediterráneas de Andalucía tanto por su longitud como por la superficie de su cuenca. Nace en el puerto de los Alazores en la provincia de Granada y posteriormente recorre la provincia de Málaga de norte a sur a lo largo de 154 kilómetros. Desemboca en la ciudad de Málaga, concretamente en el distrito de Churriana, donde se sitúa el paraje natural protegido de la Desembocadura del Guadalhorce. 
Sus principales afluentes son el río Turón, el río Guadalteba y el río Grande por la margen derecha, y el río Campanillas por la margen izquierda. 

## Etimología y otras denominaciones
El término Guadalhorce proviene del término árabe wādī l-jurs, que significa 'río de los silenciosos', o bien, 'río de la guardia'. 
Así mismo, el río Guadalhorce ha recibido otras denominaciones que se recogen en distintos textos históricos, como por ejemplo "río Málaga" o "Guadalquivirejo" (del árabe wādī l-kabīr, 'río grande'), hoy en desuso. Durante la época de dominación romana era conocido como río Saduce o Saduca (ciudad con río) existiendo referencias al mismo en autores como Plinio, Ptolomeo y Mela.

## Historia
El 29 de agosto de 1326, durante el reinado de Alfonso XI de Castilla, las tropas castellanas a las órdenes del célebre escritor Don Juan Manuel, nieto de Fernando III de Castilla, derrotaron a los musulmanes en la batalla de Guadalhorce, donde murieron unos 3000 musulmanes. Y según algunos autores dicha batalla se libró en las cercanías de Teba y en el curso alto del río Guadalhorce, aunque otros afirman que ocurrió en la vega de Archidona.
En el siglo XX se desarrolló el "Plan Coordinado de Obras de la zona de nuevos regadíos del Guadalhorce", proyectando grandes obras hidráulicas como los embalses del Conde de Guadalhorce, Guadalhorce y Guadalteba, canales de derivación y riego, saltos hidroeléctricos y la creación de nuevos asentamientos de población.

## Curso

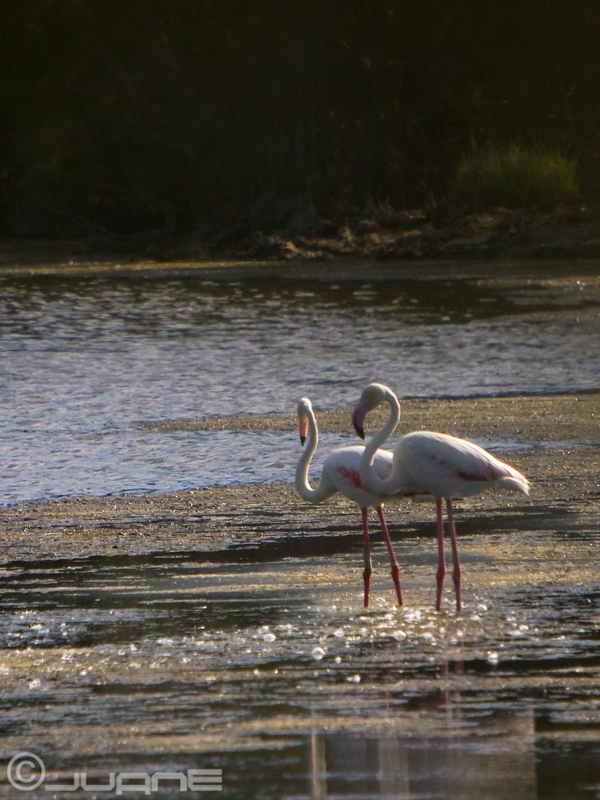
Flamencos en la orilla del Guadalhorce.

Nace en el puerto de los Alazores, en la sierra de San Jorge (en Loja, provincia de Granada), drena la depresión de Antequera y desemboca al oeste de la ciudad de Málaga. Tiene un curso de 166 km y un caudal anual de 8 m³/s. Es el río más largo y caudaloso (junto al río Guadiaro) de la provincia de Málaga, el tercero de Andalucía.
En su transcurso se formó el desfiladero de los Gaitanes, un cañón natural de 7 km de longitud que separa la comarca del Valle del Guadalhorce y la depresión de Antequera. En la zona última de su recorrido, junto al río Guadalmedina, forma la llanura aluvial de la Hoya de Málaga.
La desembocadura está constituida por dos brazos, uno de ellos artificial, construido debido a las continuas inundaciones. Esto ha hecho perder sedimentación al curso tradicional, con la consecuente pérdida de hábitat para el chanquete. 
Entre ambos brazos se ha formando un humedal que ha sobrevivido como último vestigio de zona para aves migratorias y que constituye el Paraje Natural Desembocadura del Guadalhorce. Cerca de la desembocadura está situada la depuradora de aguas de Málaga y los restos del asentamiento fenicio del Cerro del Villar, en los cuales se podrá estudiar cómo dos maremotos asolaron la zona[cita requerida], por lo que fue abandonada en el 584 antes de nuestra era para fundar Malaka.
Atraviesa los términos municipales de Villanueva del Trabuco, Villanueva del Rosario, Archidona, Antequera, Ardales, Álora, Pizarra, Alhaurín el Grande, Cártama, Alhaurín de la Torre y Málaga.
El Guadalhorce proporciona electricidad y agua a Málaga, a través de las centrales de Gobantes, Paredones, Gaitanejo y El Chorro, habiendo una nueva central proyectada en su desembocadura.

## Afluentes principales
En la siguiente tabla se intenta identificar a los afluentes primarios y secundarios de mayor longitud.
| Río             | Río             | Fuente                                     | Desembocadura                    | Longitud (km) |
| --------------- | --------------- | ------------------------------------------ | -------------------------------- | ------------- |
| Arroyo Marín    | Arroyo Marín    | s/d                                        | Margen derecha                   | 22,7          |
| Río de la Villa | Río de la Villa | Sierra del Torcal                          | Margen izquierda                 | 11,5          |
| Río Guadalteba  | Río Guadalteba  | Sierra de los Merinos                      | Embalse del Guadalteba           | 45            |
| -               | Río Almargena   | Sierra de Cañete                           | Embalse del Guadalteba           | 15            |
| Río Turón       | Río Turón       | La Fuensanta (Sierra de las Nieves)        | Embalse del conde de Guadalhorce | 50            |
| Arroyo Jévar    | Arroyo Jévar    | s/d                                        | Margen izquierda                 | s/d           |
| Río Grande      | Río Grande      | Sierra de las Nieves                       | Margen derecha                   | 30            |
| -               | Río Pereila     | Sierra Blanca                              | Río Grande                       | 16            |
| Río Fahala      | Río Fahala      | Puerto de los Pescadores (Sierra de Mijas) | Margen derecha                   | 16            |
| Río Campanillas | Río Campanillas | Fuente del Robledo (Sierra de las Cabras)  | Margen izquierda                 | 45            |
| Río Guadalhorce | Río Guadalhorce | Puerto de los Alazores                     | Bahía de Málaga                  | 154           |

Notas
a También llamado río de la Venta.

## Geología

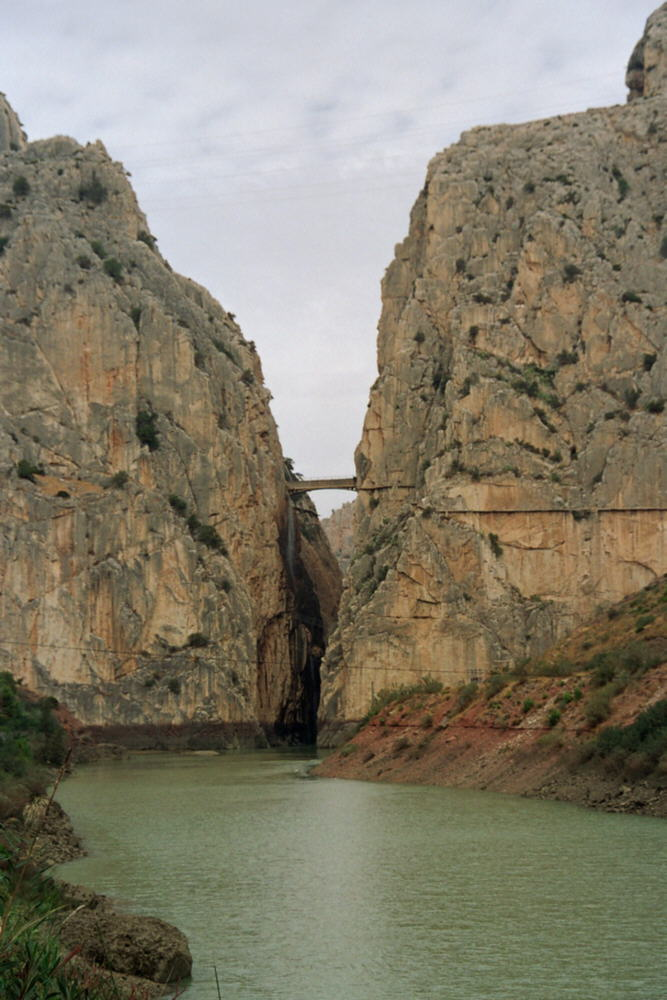
Desfiladero de los Gaitanes

Geológicamente, durante el Mioceno Superior, existió en su valle un brazo de mar, que comunicaba las aguas mediterráneas y las atlánticas a través de la Depresión Bética, también un lecho marino. En el Plioceno Inferior, siguiente periodo geológico, dicho brazo se convirtió en una gran bahía marítima delimitada por la Sierra de Mijas y las laderas occidentales de los Montes de Málaga, que no sobrepasaba Álora y en cuyo centro se elevaba como una isla la sierra de Cártama. Durante el resto del Plioceno, el Bajo Guadalhorce adquiere su configuración geológica actual.